# Chiles riksvapen
Chiles riksvapen som infördes 1834 upptar färgerna och motiv från Chiles flagga. Sköldhållarna är en huemul (en hjort från Andernas bergsplatåer) och en kondor. Fjädrarna överst är symboler för ett annat inhemskt djur, den amerikanska strutsen. Valspråket "Med rätt eller makt" härrör från befrielsestriderna mot spanjorerna.